# ロジェ・シソーラス
『ロジェ・シソーラス』(英語:Roget's International Thesaurus)は、現在も出版され続けている英語類語辞典で、1805年にイギリスの医師、自然神学者、辞書編集者のピーター・マーク・ロジェによって作成された。

## 歴史
通常類語辞典はオックスフォードのようにAからZのアルファベット順で類語が羅列されていくが、ロジェ・シソーラスは分野別で構成されている。更新頻度は早く、数年に一度の割合で更新されている。
現在はInternationalが中に入ってRoget's International Thesaurusと呼ばれ、第8版まで更新された。編集者はここ近年バーバラ・アン・キプファーである。ハードカバー版は2019年、ペーパーバック版は2022年に出版されている。現在では類語大辞典と言って差し支えないほどの重量感のある書籍である。
2022年現在のペーパーバック版の定価は20.79アメリカ合衆国ドルである。
このロジェ・シソーラスを再度AからZのアルファベット順に戻す試みは定期的に行われており、Webster's New World Roget's A-Z Thesaurus (1999)、Webster's New Roget's A-Z Thesaurus (2005)、The American Heritage Roget's Thesaurus (2013)などで行われている。Webster's New Roget's Thesaurus (2008)、Custom Webster's New Roget's A-Z Thesaurus (2007)のようなポケット版への編纂も行われている。

## 関連書籍
- オックスフォード英語類語辞典
- コンサイス・オックスフォード英語類語辞典
- ペーパーバック・オックスフォード英語類語辞典